# Taxis (Chirurgie)
Als Taxis wird in der Chirurgie die manuelle Reposition des Bruchinhalts bei äußeren Bauchwandbrüchen (Hernien) bezeichnet. Hierbei wird der Bruchinhalt mittels vorsichtiger Massage (früher auch stundenlanges Kneten, Streichen und Walgen, zum Teil in Verbindung mit anderen physikalischen Maßnahmen) des Bruchsackes zurück in die Bauchhöhle geschoben (Desault legte bei Einklemmungen Wert darauf, vor der Taxis zunächst Bäder und erweichende Umschlage anzuwenden). Die Taxis beseitigt im Gegensatz zur operativen Hernienversorgung die Krankheitsursache nicht, wird aber durch einen Arzt in der Notfallversorgung mitunter praktiziert.
Es besteht die Gefahr der Reposition en bloc, d. h. der Bruchinhalt wird mitsamt einem schnürenden Bruchring in die Bauchhöhle zurückverlagert, was zwar die äußere Erscheinung der Hernie beseitigt, jedoch gegebenenfalls eine Einklemmung (Inkarzeration) nicht beseitigt, sondern verschleiert.